# متساوي الأبعاد
متساوي الأبعاد هو وصف يُطبق على الأجسام التي لها نفس الحجم أو الانتشار تقريبًا في اتجاهات متعددة. وكمفهوم رياضي، يمكن تطبيقه على الأجسام التي تمتد عبر أي عدد من الأبعاد. وبشكل أكثر تحديدًا، يستخدم أيضًا لوصف شكل المواد الصلبة ثلاثية الأبعاد.

## في علم الجيولوجيا

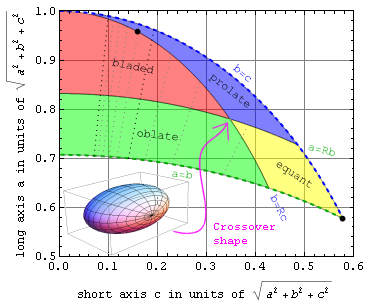
خريطة تصنيف شكل زينج لأي غلاف محدّب لجسم صلب، من حيث محاور الغلاف الطويلة (a) والمتوسطة (b) والقصيرة (c).

يُستخدم المصطلح متساوي الأبعاد أحيانًا من قبل علماء الجيولوجيا لوصف شكل الأجسام ثلاثية الأبعاد. وفي هذه الحالة، يكون مرادفًا للمصطلح متعادل «إيكوانت». وتم استخدام مشتقات المصطلح «متساوي الأبعاد» لتصنيف شكل الأجسام المحدّبة كالصخور أو الجسيمات. على سبيل المثال، أشار زينج في عام 1935 إلى أنه  إذا كان a، وb، وc هي المحاور الطويلة والمتوسطة والقصيرة لبنية محدّبة، وكانت R هي عدد أكبر من واحد، فيمكن تحديد أربعة أصناف غير متقاطعة للشكل من خلال:
الجدول 1: أصناف زينج لشكل الجسم المحدّب
| فئة الشكل | المحاور الطويلة والمتوسطة | المحاور القصيرة والمتوسطة | التفسير                 | مثال    |
| --------- | ------------------------- | ------------------------- | ----------------------- | ------- |
| متعادل    | b <a <R b                 | c <b <R c                 | كل الأبعاد متقاربة      | الكرة   |
| متطاول    | a> R b                    | c <b <R c                 | أحد الأبعاد أطول بكثير  | السيجار |
| مفلطح     | b <a <R b                 | b> R c                    | أحد الأبعاد أقصر بكثير  | الفطيرة |
| منصل      | a> R b                    | b> R c                    | كل الأبعاد مختلفة تمامًا | الحزام  |

بالنسبة لتطبيقات زينج، تم تحديد R مساوية لـ 3⁄2. وربما يكون هذا إعدادًا مقبولاً بديهيًا في العموم للنقطة التي تصبح عندها أبعاد جسم ما غير متساوية بشكل كبير.
تتضح العلاقة بين الفئات الأربع في الشكل باليمين، حيث يتيح رسم أبعاد المحاور الطويلة والقصيرة لغلاف محدب لأي جسم صلب. تُرسم الكرات متساوية الأبعاد تمامًا في الركن السفلي الأيمن. وتجد الأجسام ذات المحاور القصيرة والمتوسطة المتساوية في النطاق العلوي، بينما الأجسام ذات المحاور الطويلة والمتوسطة المتساوية ترسم في النطاق السفلي. وتتوافق الخطوط المنقّطة الرمادية والسوداء مع قيم a⁄c الصحيحة التي تتراوح بين 2 و10.
تحدث نقطة التقاطع للأصناف الأربعة جميعها على هذا الرسم عندما يكون لمحاور الجسم a:b:c النسب R2:R:1، أو 9:6:4 عندما R=3⁄2. عند جعل المحور b أقصر بأي مقدار، يصبح الجسم متطاولاً. وعند جعل المحور b أطول بأي مقدار، يصبح الجسم مفلطحًا. وعند تقريب المحور a والمحور c من المحور b، يصبح الجسم متساوي الأبعاد. وعند فصل المحور a والمحورc بعيدًا عن b، يصبح الجسم منصلاً.
على سبيل المثال، يرسم الغلاف المحدّب لبعض من البشر بالقرب من النقطة السوداء في النطاق العلوي الأيسر من الشكل.

## الحواشي
1. ↑  American Geological Institute Dictionary of Geological Terms (1976, Anchor Books, New York) p.147
2. ↑  C. F. Royse (1970) An introduction to sediment analysis (Arizona State University Press, Tempe) 169pp.
3. ↑  Th. Zingg (1935). "Beitrag zur Schotteranalyse". Schweizerische Mineralogische und Petrographische Mitteilungen 15, 39–140.

## وصلات خارجية
Theodor Zingg PhD thesis: 
- http://dx.doi.org/10.3929/ethz-a-000103455